# Francesco Spinacino
Œuvres principales
Intabulatura de lauto, libro primo e libro secondo
Francesco Spinacino est un compositeur et luthiste italien de la Renaissance mort vers 1507.

## Biographie
Spinacino est né à Fossombrone, dans les Marches et mort vers 1507.
Le poète Philippo Oriolo da Bassano mentionne dans son poème Monte Parnasso que Spinacino est un des luthistes les plus remarquables du XVe siècle.
Il était considéré à son époque comme un luthiste virtuose.

## Œuvres
L'imprimeur Ottaviano Petrucci, né à Fossombrone comme Spinacino, a publié en 1507 deux recueils de musique de luth de Venise qui contiennent tous deux des œuvres de ce dernier.
Ces deux recueils sont les premiers livres de musique pour luth qui furent imprimés, juste avant les recueils de Joan Ambrosio Dalza (1508), de Giovan Maria Giudeo (1508) (recueil perdu,,,) et de Franciscus Bossinensis (1509 et 1511),.
Les livres de Spinacino comprennent quelques duos de luth ainsi qu'une grande proportion de ricercars dont beaucoup sont longs et basés sur des compositions vocales polyphoniques.

## Discographie
- Christopher Wilson et Shirley Rumsey : Early Venetian Lute Music - label Naxos (1999)
- Massimo Marchese : Intabulatura de lauto - label Tactus (2006)